# Collegio di Lanark and Hamilton East
Lanark and Hamilton East è stato un collegio elettorale scozzese della Camera dei comuni del Parlamento del Regno Unito. Eleggeva un membro del Parlamento con il sistema maggioritario a turno unico; il collegio è stato abolito in occasione della revisione del 2024, ed è stato sostituito dal nuovo Hamilton and Clyde Valley.

## Estensione
Come previsto dalla quinta edizione della Boundary Commission for Scotland il collegio era uno dei sei che coprivano l'area di Dumfries e Galloway, Scottish Borders e Lanarkshire Meridionale. Gli altri cinque collegi erano Berwickshire, Roxburgh and Selkirk, Dumfries and Galloway, Dumfriesshire, Clydesdale and Tweeddale, East Kilbride, Strathaven and Lesmahagow e Rutherglen and Hamilton West.

## Membri del parlamento
| Elezione | Elezione | Deputato         | Partito          |
| -------- | -------- | ---------------- | ---------------- |
|          | 2005     | Jimmy Hood       | Laburista        |
|          | 2015     | Angela Crawley   | SNP              |
|          | 2024     | Collegio abolito | Collegio abolito |

## Risultati elettorali

### Elezioni negli anni 2010
| Partito                    | Partito                          | Candidato                  | Risultati 12 dicembre 2019 | Risultati 12 dicembre 2019 |
| Partito                    | Partito                          | Candidato                  | Voti                       | %                          |
| -------------------------- | -------------------------------- | -------------------------- | -------------------------- | -------------------------- |
|                            | SNP                              | Angela Crawley             | 22 243                     | 41,91                      |
|                            | Conservatore                     | Shona Haslam               | 17 056                     | 32,14                      |
|                            | Laburista                        | Andrew Hilland             | 10 736                     | 20,23                      |
|                            | Lib Dem                          | Jane Pickard               | 3 037                      | 5,72                       |
|                            |                                  |                            |                            |                            |
| Iscritti                   | Iscritti                         | Iscritti                   | 77 659                     | 100,00                     |
| ↳ Votanti (% su iscritti)  | ↳ Votanti (% su iscritti)        | ↳ Votanti (% su iscritti)  | 53 072                     | 68,34                      |
| ↳ Astenuti (% su iscritti) | ↳ Astenuti (% su iscritti)       | ↳ Astenuti (% su iscritti) | 24 587                     | 31,66                      |
|                            |                                  |                            |                            |                            |
|                            | Esito: collegio confermato a SNP |                            |                            |                            |

| Partito                    | Partito                          | Candidato                  | Risultati 8 giugno 2017 | Risultati 8 giugno 2017 |
| Partito                    | Partito                          | Candidato                  | Voti                    | %                       |
| -------------------------- | -------------------------------- | -------------------------- | ----------------------- | ----------------------- |
|                            | SNP                              | Angela Crawley             | 16 444                  | 32,58                   |
|                            | Conservatore                     | Poppy Corbett              | 16 178                  | 32,05                   |
|                            | Laburista                        | Andrew Hilland             | 16 084                  | 31,87                   |
|                            | Lib Dem                          | Colin Robb                 | 1 214                   | 2,41                    |
|                            | UKIP                             | Donald Mackay              | 550                     | 1,09                    |
|                            |                                  |                            |                         |                         |
| Iscritti                   | Iscritti                         | Iscritti                   | 77 289                  | 100,00                  |
| ↳ Votanti (% su iscritti)  | ↳ Votanti (% su iscritti)        | ↳ Votanti (% su iscritti)  | 50 470                  | 65,30                   |
| ↳ Astenuti (% su iscritti) | ↳ Astenuti (% su iscritti)       | ↳ Astenuti (% su iscritti) | 26 819                  | 34,70                   |
|                            |                                  |                            |                         |                         |
|                            | Esito: collegio confermato a SNP |                            |                         |                         |

| Partito                    | Partito                                  | Candidato                  | Risultati 7 maggio 2015 | Risultati 7 maggio 2015 |
| Partito                    | Partito                                  | Candidato                  | Voti                    | %                       |
| -------------------------- | ---------------------------------------- | -------------------------- | ----------------------- | ----------------------- |
|                            | SNP                                      | Angela Crawley             | 26 976                  | 48,82                   |
|                            | Laburista                                | Jimmy Hood                 | 16 876                  | 30,54                   |
|                            | Conservatore                             | Alex Allison               | 8 772                   | 15,87                   |
|                            | UKIP                                     | Donald Mackay              | 1 431                   | 2,59                    |
|                            | Lib Dem                                  | Gregg Cullen               | 1 203                   | 2,18                    |
|                            |                                          |                            |                         |                         |
| Iscritti                   | Iscritti                                 | Iscritti                   | 79 968                  | 100,00                  |
| ↳ Votanti (% su iscritti)  | ↳ Votanti (% su iscritti)                | ↳ Votanti (% su iscritti)  | 55 258                  | 69,10                   |
| ↳ Astenuti (% su iscritti) | ↳ Astenuti (% su iscritti)               | ↳ Astenuti (% su iscritti) | 24 710                  | 30,90                   |
|                            |                                          |                            |                         |                         |
|                            | Esito: collegio passa da Laburista a SNP |                            |                         |                         |

| Partito                    | Partito                                | Candidato                  | Risultati 6 maggio 2010 | Risultati 6 maggio 2010 |
| Partito                    | Partito                                | Candidato                  | Voti                    | %                       |
| -------------------------- | -------------------------------------- | -------------------------- | ----------------------- | ----------------------- |
|                            | Laburista                              | Jimmy Hood                 | 23 258                  | 49,96                   |
|                            | SNP                                    | Clare Adamson              | 9 780                   | 21,01                   |
|                            | Conservatore                           | Colin McGavigan            | 6 981                   | 15,00                   |
|                            | Lib Dem                                | Douglas Herbison           | 5 249                   | 11,28                   |
|                            | Indipendente                           | Duncan McFarlane           | 670                     | 1,44                    |
|                            | UKIP                                   | Rob Sale                   | 616                     | 1,32                    |
|                            |                                        |                            |                         |                         |
| Iscritti                   | Iscritti                               | Iscritti                   | 74 725                  | 100,00                  |
| ↳ Votanti (% su iscritti)  | ↳ Votanti (% su iscritti)              | ↳ Votanti (% su iscritti)  | 46 554                  | 62,30                   |
| ↳ Astenuti (% su iscritti) | ↳ Astenuti (% su iscritti)             | ↳ Astenuti (% su iscritti) | 28 171                  | 37,70                   |
|                            |                                        |                            |                         |                         |
|                            | Esito: collegio confermato a Laburista |                            |                         |                         |

### Elezioni negli anni 2000
| Partito                    | Partito                                      | Candidato                  | Risultati 7 giugno 2005 | Risultati 7 giugno 2005 |
| Partito                    | Partito                                      | Candidato                  | Voti                    | %                       |
| -------------------------- | -------------------------------------------- | -------------------------- | ----------------------- | ----------------------- |
|                            | Laburista                                    | Jimmy Hood                 | 20 072                  | 46,05                   |
|                            | Lib Dem                                      | Fraser Grieve              | 8 125                   | 18,64                   |
|                            | SNP                                          | John Wilson                | 7 746                   | 17,77                   |
|                            | Conservatore                                 | Robert Pettigrew           | 5 576                   | 12,79                   |
|                            | Socialista                                   | Dennis Reilly              | 802                     | 1,84                    |
|                            | UKIP                                         | Donald Mackay              | 437                     | 1,00                    |
|                            | Indipendente                                 | Duncan McFarlane           | 416                     | 0,95                    |
|                            | Cristiano                                    | Robin Mawhinney            | 415                     | 0,95                    |
|                            |                                              |                            |                         |                         |
| Iscritti                   | Iscritti                                     | Iscritti                   | 73 754                  | 100,00                  |
| ↳ Votanti (% su iscritti)  | ↳ Votanti (% su iscritti)                    | ↳ Votanti (% su iscritti)  | 43 589                  | 59,10                   |
| ↳ Astenuti (% su iscritti) | ↳ Astenuti (% su iscritti)                   | ↳ Astenuti (% su iscritti) | 30 165                  | 40,90                   |
|                            |                                              |                            |                         |                         |
|                            | Esito: collegio a Laburista (nuovo collegio) |                            |                         |                         |

## Risultati dei referendum

### Referendum sulla permanenza del Regno Unito nell'Unione europea del 2016
|        | Collegio                 | Lasciare UE % | Rimanere in UE % |
| ------ | ------------------------ | ------------- | ---------------- |
|        | Lanark and Hamilton East | 35,4%         | 64,6%            |
| Scozia | 38,0%                    | 62,0%         |                  |
|        | Regno Unito              | 51,9%         | 48,1%            |